# Saint-Pierre-des-Ifs (Calvados)
Saint-Pierre-des-Ifs – miejscowość i gmina we Francji, w regionie Normandia, w departamencie Calvados.
Według danych na rok 1990 gminę zamieszkiwało 346 osób, a gęstość zaludnienia wynosiła 31 osób/km² (wśród 1815 gmin Dolnej Normandii Saint-Pierre-des-Ifs plasuje się na 553. miejscu pod względem liczby ludności, natomiast pod względem powierzchni na miejscu 435.).